# Cyperus stoloniferus
Cyperus stoloniferus är en halvgräsart som beskrevs av Anders Jahan Retzius. Cyperus stoloniferus ingår i släktet papyrusar, och familjen halvgräs. IUCN kategoriserar arten globalt som livskraftig. Inga underarter finns listade i Catalogue of Life.